# Blanka Amezkua
Blanka Amezkua es una artista contemporánea interdisciplinaria latinoamericana y mexicana.La colaboración, la pedagogía radical y la construcción de la comunidad son fundamentales para su creación de arte y sus proyectos. Formalmente entrenada como pintora, su práctica creativa está muy influenciada e informada por el arte popular y la cultura popular, desde papel picado hasta cómics.

## Biografía
Amezkua nació en la Ciudad de México y se crio en Los Ángeles, California.Obtuvo una licenciatura de la Universidad Estatal de California en Fresno, y asistió a la Scuola Libera del Nudo de la Academia de Bellas Artes de Florencia, Italia, entre 1997 y 1998 y está formalmente formada como pintora.

## Trayectoria
Amezkua es conocida por haber iniciado un espacio dirigido por artistas en su dormitorio llamado Bronx Blue Bedroom Project (BBBP) en 2008. En 2010, la trayectoria de dos años de BBBP se incluyó en el programa "Alternative Histories" en Exit Art en la ciudad de Nueva York.
El espacio también se incluyó en 2010, en el libro seminal Alternative Histories - New York Art Spaces 1960 to 2010, MIT Press.
De 2010 a 2016, vivió entre la ciudad de Nueva York y Atenas, Grecia, y comenzó un proyecto titulado "3///3 ...tres paredes los miércoles...", una invitación abierta para que artistas de cualquier parte del mundo expusieran su trabajo en tres paredes portátiles que ella llevaba y colocó por toda la ciudad.
En 2012 inició 8 a 8: Estado de Emergencia Creativa, una oportunidad para que los artistas de cualquier campo elaboren una idea y la presenten en el espacio público durante doce horas seguidas.
En la primavera de 2014 fundó Fo Kia Nou 24/7, ahora FokiaNou Art Space. El espacio alberga exposiciones, talleres y proyectos dentro de un apartamento en el centro de Atenas. Ahora, este espacio dirigido por artistas está bajo la dirección de dos artistas, Mary Cox y Panagiotis Voulgaris, que se hicieron cargo en el otoño de 2016.
En 2016, Blanka inició AAA3A, acrónimo de su discurso real; es un espacio dirigido por artistas en el sur del Bronx que elabora ocurrencias en la sala de estar, intercambios cara a cara, comidas, diálogos, talleres, residencias y arte en el antiguo hogar del Proyecto de Dormitorio Azul de Bronx (BBBP).
Las menciones de su trabajo y proyectos se pueden encontrar en varias publicaciones y sitios nacionales e internacionales notables, como: The New York Times,TimeOut NY,The Bomb magazine, The Wall Street International, Art News, Artsy, Hyperallergic y muchos otros.

### El futuro es LATINX, Eastern Connecticut State University Art Gallery (2020-21)
El trabajo de Amezkua se exhibió en el espectáculo de grupos viajeros The Future is LATINX, que debutó en la Galería de Arte de la Universidad Estatal del Este de Connecticut. La coordinadora de la exposición, Yulia Tikhonova, señaló que la exposición tenía la intención de "dibujar la atención sobre la rica producción cultural de nuestra población latina a medida que continuamos en nuestro camino para convertirnos en una nación "blanco minoritaria" [...] Esta comunidad cambiará drásticamente nuestra política, medios de comunicación, educación y paisaje cultural. Este es el futuro que anticipa nuestra exposición"The Future is LATINX estuvo a la vista en la Eastern Connecticut State University Art Gallery en Windham, Connecticut, del 8 al 2 de diciembre de 2020.La exposición viajó a la Galería Schiltkamp de la Universidad Clark bajo el título Latin + American del 15 de marzo al 9 de mayo de 2021y al Three Rivers Community College en Norwich, Connecticut, del 30 de agosto al 1 de octubre de 2021.[Amezkua mostró su trabajo junto a los artistas Tanya Aguiñiga, Alicia Grullón, Glendalys Medina, Natalia Nakazawa, Esteban Ramón Pérez, Lina Puerta, Shellyne Rodríguez, Felipe Baeza, Lionel Cruet, David Antonio Cruz, Ramiro Gómez, Rafael Lozano-Hemmer, Dante Migone-Ojeda y Vick Quezada.[Amezkua exhibió la pieza Untitled (Silhouette with Skirt) en The Future is LATINX.

### Premios
- 2009 Departamento de Asuntos Culturales del Fondo de Desarrollo de las Artes de la Gran Nueva York 2009 : (Proyecto de dormitorio azul Bronx)
- 2008 Museo de las Artes del Bronx: AIM 28 (Artista en el mercado)
- 2008 Consejo De Artes Del Bronx: BRIO

### Residencias
Espacio de trabajo de invierno de Wave Hill 2022; Bronx, NY; enero a febrero
Beca de Investigación de Artistas 2021 del Museo y Biblioteca de la Sociedad Hispana; Nueva York, NY
2021 Bridging the Divide - una residencia en Artbridge en Mitchel Houses; Bronx, NY
Residencia de Governors Island 2020 con Bronx Art Space; Nueva York, NY; de septiembre a octubre
Residente virtual de ARC-Athens 2020; junio
2019 AIM - The Block Gallery; Tribeca, NY; enero - junio
2013 artAmari: Amari, Creta, Grecia; 1 al 20 de mayo